# Saline d'Ulcinj

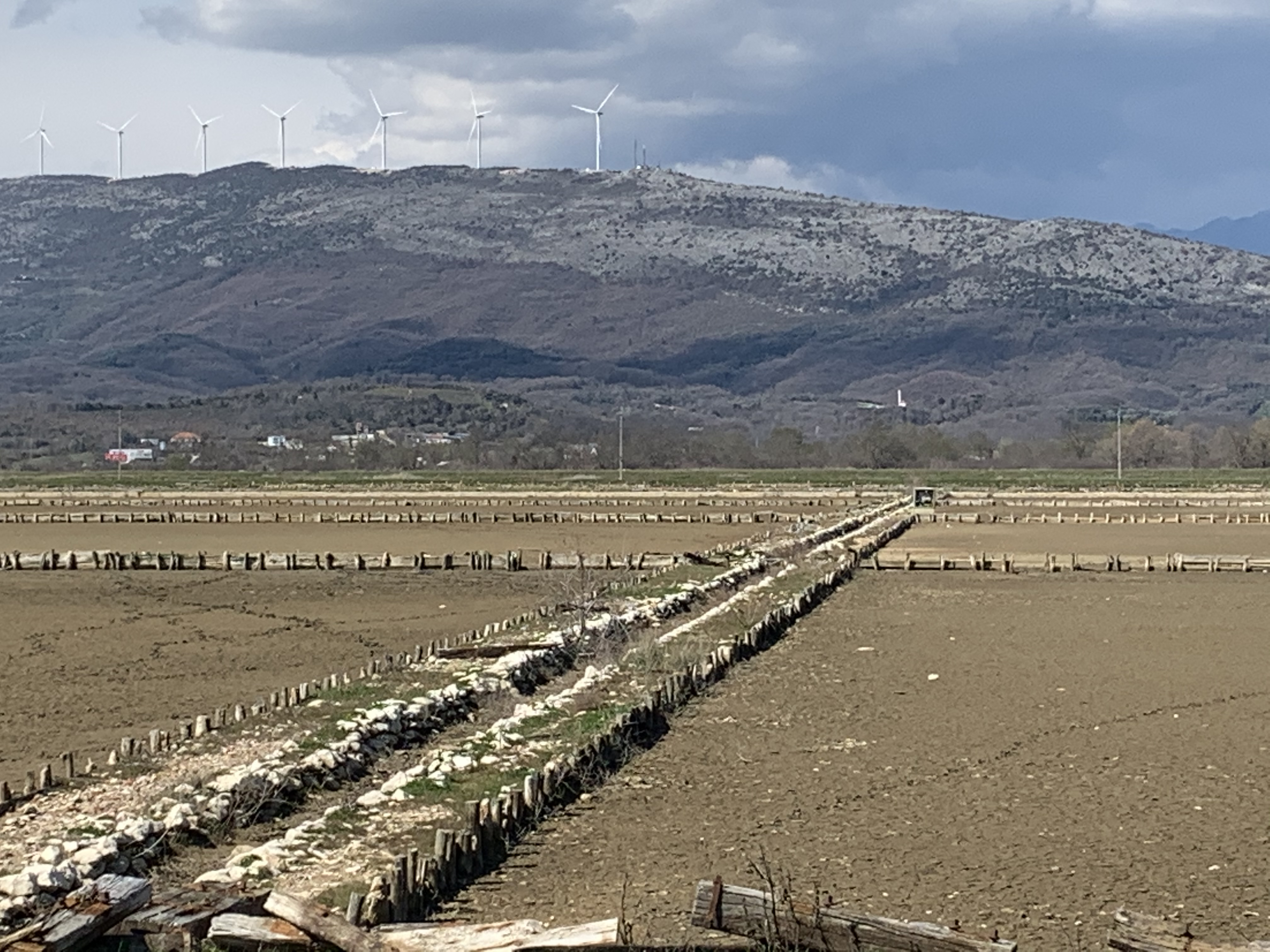
Champs salins de la Saline d'Ulcinj

La Saline d’Ulcinj (Ulcinj Salina, ou Ulcinjska Solana) est un site d'intérêt ornithologique, d'origine artificielle, de 14,9 km2 (environ 1500 hectares), situé au sud du Monténégro dans le delta du fleuve Bojana-Buna (qui couvre 225 km2). Ce site a pour origine une ancienne saline industrielle (fermée en 2005), qui était elle-même installée sur une partie d'un ancien lagon du delta (localement dénommé « Zoganjsko Jezero » (expression pouvant se traduire par lac aux Oiseaux). La saline abritait environ « 12 000 à 32 000 oiseaux d’eau au cours de la migration de printemps et de celle d'automne » (vers 2005), ce qui en fait un habitat majeur pour la zone adriatique, et d'intérêt paneuropéen, et un site unique pour l'observation des plantes de milieux salés et pour l'observation ornithologique (bird watching) en Europe, avec un potentiel élevé de tourisme ornithologique.

## Coordonnées géographiques
19°18’05,71’’Est

41°55’25,14’’ Nord

## Biogéographie et écologie
Ce site est situé à Ulcinj à quelques centaines de mètres de la côte adriatique dont il est séparé par une bande de terre localement dite  "Velika Plaža" alors qu'il est séparé du fleuve Bojana-Buna par une digue naturelle formée par le fleuve (ensuite localement confortée par une digue artificielle); non loin de l'entrée de la vallée de la Drim et du lac Skadar et donc sur une voie de migration d'importance paneuropéenne et africaine (l'un des 3 grands couloirs migratoires nord-sud) empruntés par les oiseaux pour migrer entre l'Europe et l'Afrique), et à la croisée de routes de migration aviaire régionales, dans une zone où l’avifaune méditerranéenne est particulièrement riche (plus de 250 espèces d'oiseaux dont presque tous les limicoles potentiellement présents dans cette partie de l'Europe ont été observés sur les bassins de la Saline d’Ulcinj). Et selon Reiser & von Führer (1896) les pélicans dalmates se sont reproduits dans le lagon jusqu'au milieu du XXème siècle. La Saline offre des habitats de substitution à ceux qui devaient exister autrefois dans le delta,, y compris pour la flore, pour les communautés halophytes que les aménagements touristiques ou urbains ont ailleurs fait disparaitre ou presque (ex : (Topolica-Bar, Igalo).
Son micro-climat est particulier : ce site aurait été choisi car dans toute l'ex-République fédérative socialiste de Yougoslavie par ce que c'est là qu'on compte le plus grand nombre de jours de soleil, la plus forte insolation et le plus grand nombre de "journées tropicales" 
Il présente l'intérêt de conserver un gradient de salinité, avec des eaux assez douces par endroits pour abriter une population de grenouilles vertes (espèces ne supportant pas le sel) et à d'autres endroits des eaux au contraire très salées, notamment appréciées par les flamants roses.
Flore : on y trouve notamment la rare orchidée Ophrys bertolonii Moretti, l'une des rares orchidacées à apprécier le sel (protégée au Monténégro) ou encore la Betterave maritime Beta vulgaris ssp. maritime. Y vivent aussi beaucoup d'autres espèces figurant sur des listes rouges d'espèces menacées dans le pays ou ailleurs en Europe ou dans le monde. Le site est fréquenté par des vaches et des moutons qui entretiennent les chemins et digues, mais en épargnant ces plantes trop salées pour eux.
Faune : parmi les espèces observées par les ornithologues et les riverains, figurent l'emblématique flamant rose (Phoenicopterus roseus), échasse blanche à ailes noires et pattes rouges (Himantopus himantopus) et le pélican dalmate (Pelecanus crispus) qui en dépendent pour leur alimentation.
Ce site est considéré comme faisant partie du Réseau émeraude des zones d’intérêt particulier pour la conservation en Europe , et d'après Birdlife International il remplit six des neuf critères pour devenir une zone humide d’importance internationale (zone Ramsar). En 2007 selon la fondation EuroNatur, il remplissait tous les critères de la Convention de Ramsar (1971). Il abrite en particulier encore des espèces très menacées comme le Courlis à bec grêle (Numenius tenuirostris qui gagne ensuite la Sibérie, et dont la population mondiale ne dépasserait plus la cinquantaine d'individus) ou la Barge à queue noire (Limosa limosa), . C'est un point-clé dans le réseau régional des écosystèmes, grâce à ses habitats de sable et de vase, et parce qu'il n'est pas sous la pression du tourisme .

## Histoire
Il y avait déjà une production artisanale de sel au XIXe siècle (depuis 1830). Mais à partir de l'ancien lagon du delta de la Bojana-Buna, la saline a été industrialisée par l'État monténégrin au XXe siècle, jusqu'à en faire la plus grande saline de Méditerranée. 
On y amenait par des pompes de l'eau de mer qui s'évaporait sous le soleil dans de vastes bassins peu profonds pendant que les eaux plus douces étaient évacuées vers la mer par un canal. 

Une petite voie ferrée posée au sommet d'un talus longeant les bassins facilitait le transport du sel ainsi produit vers la ville et le commerce. La saline d'Ulcinj a ainsi produit du sel durant presque 70 ans. En 2005 elle faisait travailler environ 400 personnes. Mais dans le mouvement général de privatisation de la fin du XXe siècle, l'État a vendu 75% des actions la saline publique à une entreprise privée (société Eurofond) en 2004 (pour seulement 800 000 euros).
Eurofond (entité financière détenue par l'homme d'affaires Veselin Barovic) devenu propriétaire de la société productrice de sel (« Bajo Sekulić ») a rapidement limité l'activité du site, ne promouvant pas ses produits, conduisant à la faillite la société et au chômage plusieurs centaines de personnes. L'ancien marais salant est alors devenu progressivement un habitat d'eau douce ou s'est asséché, au détriment de milliers d'oiseaux. Selon EuroNatur, Eurofond aurait pu utiliser le site en fonctionnement pour lui adjoindre un tourisme naturaliste et ornithologique (comme l'on fait d'autres salines), mais il ne l'a pas fait, se tournant plutôt vers la spéculation foncière.
Le site a ensuite (2005) été classé dans le nouveau plan d'aménagement du territoire monténégrin comme « parc naturel privé », pour lequel la Fondation EuroNatur a écrit et proposé un plan de gestion restauratoire.

## Menaces sur le milieu et les espèces protégées
L'entreprise qui avait acheté à l'État monténégrin le droit de produire du sel sur ce site a stoppé toute extraction de sel en 2012 et s'est mise en faillite (en 2013).
Les pompes ont été volées ou vendues ; les bassins se sont alors peu à peu vidés et asséchés, privant les oiseaux limicoles d'habitat et de nourriture. En outre le canal d'évacuation de la saline (canal dénommé port Milena) était encore en 2016 longé de cabanes construites pour la pêche au carrelet, mais au devenu trop pollué, il semble avoir été déserté par les poissons.
Il a alors été à nouveau question de vente des terrains (situés près de la mer, dans une zone légèrement excentrée et propice à la spéculation foncière). 
Le propriétaire privé a mis le terrain en vente pour 250 millions d’euros (soit plus de 300 fois le prix d'achat) ou 150 millions d'euros (soit 180 plus que le prix payé par Eurofond) selon d'autres sources alors qu'on ne sait pas exactement si le propriétaire avait vraiment acheté le terrain (ce qu'il affirme), ou simplement les droits de concession lui permettant d'y exploiter le sel, ce qui semble plus probable selon les détracteurs des projets de construction sur le site, qui notent que d'après le cadastre de la ville d'Ulcinj, c'est bien l'État du Monténégro qui est encore propriétaire du terrain (seul le Conseil de privatisation de l’État du Monténégro, présidé par le Premier ministre Markociv peut trancher cette question).
Début 2019, la pérennité des milieux reste menacée par des projets de développement touristique ; depuis 2011, Eurofond veut toujours vendre Ulcinj Salina à de grands investisseurs afin qu'ils y créer un complexe touristique de luxe, un golf et un port.

## Positions d'acteurs locaux et internationaux
Des mouvements citoyens locaux voudraient que la production de sel soit relancée, ce qui est aussi le souhait de nombreux naturalistes qui voient là un moyen de garantir la pérennité du site, tout en souhaitant un statut d'aire protégée reconnu internationalement.
Des ONG internationales, une ONG nationale (Center for Protection and Research of birds of Montenegro), la commission européenne et certaines diplomaties se mobilisent depuis plusieurs années pour la sauvegarde et la restauration du site, ,,,,,.
Le gouvernement monténégrin (candidat à l'adhésion à l'Union européenne) a fait rééquiper le site de pompes qui ont permis, au moins provisoirement, une remise en eau des bassins, et de restaurer la halte printanière des oiseaux migrateurs. Mais au printemps 2018, aucune mesure de protection administrative forte n'avait encore été prise, en dépit de la demande faite par la commission européenne. Le gouvernement monténégrin n'a pas soumis les demandes qui lui permettraient de faire classer le site en aire naturelle protégée à un niveau international.
En avril 2019, Pavle Radulović (ministre monténégrin du Développement durable et du Tourisme) a promis d'initier une démarche de classement d'Ulcinj Salina en tant que parc naturel et d'y rétablir la production de sel. Mais ne voyant rien venir, une coalition d'ONG (la Fondation EuroNatur, BirdLife International, CZIP et MSJA) a lancé une pétition internationale demandant que le site d'Ulcinj Salina ait enfin la protection qu'il mérite, au profit d'emplois locaux durables.